# دالي إبراهيم (بلدية)
دالي إبراهيم، بلدية ومدينة جزائرية تابعة لدائرة الشراقة بولاية الجزائر، تقع على ارتفاع 216م، وتبعد عن الجزائر الوسطى بـ 7 كلم.
دالي إبراهيم كان به نصب تذكاري وضعه المستعمر الفرنسي تخليدا لمهندس الجيش الفرنسي بوتان الذي في 1808 وبطلب من نابوليون بونابارت قام بمراقبات كان لها السبب في سقوط الجزائر في يد فرنسا
تعدّ أول قرية أنشأها الفرنسيون في الجزائر في 21 ديسمبر 1832 في المكان المسمى حوش دالي إبراهيم استقر بها 500 مهاجر من بروسيا وبافاريا كانو ينوون الهجرة لأمريكا لكن فرنسا هجرتهم إلى الجزائر المستعمرة الجديدة
في 21 مارس 1841 تبنى أول كنيسة كاثوليكية بنيت على الأرض الأفريقية
في 1870 ترتقي لبلدية وتضم أولاد فايت، درارية والعاشور
توجد بالبلدية عدة مرافق، منها ملعب 5 جويلية 1962، وجامعة الجزائر 3.
- عدد السكان في البلدية سنة 2006 34,664ن
- الرمز البريدي 16320

| بوزريعة  | بني مسوس |            |
| بن عكنون | إسم ؟    | الشراقة    |
| حيدرة    | العاشور  | أولاد فايت |

## تاريخ
تأسست المدينة على يد صهر داي حسين، آغا إبراهيم. وهو الذي تولى قيادة القوات الجزائرية خلال معركة سطاوالي يوم 19 يونيو 1830.
في 21 ديسمبر 1832، ومع تنصيب 50 عائلة من أصل ألماني، تم إنشاء أول مركز استعمار على يد دوق روفيغو في حوش ديلي إبراهيم.
في 31 ديسمبر 1856، تم إنشاء المركز كبلدية كاملة.
عشية الاستقلال كان عدد سكان القرية 1216 نسمة. لا تزال مقبرة الكومنولث قائمة وتتم صيانتها جيدًا. بالقرب من السفارة القطرية في الجزائر.[بحاجة لمصدر]

## أعلام
- مهدي أدادي

## مواضيع ذات صلة
- تاريخ ولاية الجزائر
- بلديات ولاية الجزائر
- دوائر ولاية الجزائر

## وصلات
مخطط لدالي براهيم
صور بريدية لدالي براهيم